# Ołeksij Iwanow
Ołeksij Wołodymyrowycz Iwanow, ukr. Олексій Володимирович Іванов (ur. 9 stycznia 1978 w Artemiwśku, w obwodzie donieckim, Ukraińska SRR) – ukraiński piłkarz grający na pozycji pomocnika, a wcześniej napastnika, reprezentant Ukrainy.

## Kariera piłkarska

### Kariera klubowa
Wychowanek Szkoły Piłkarskiej w obwodzie donieckim. Występował w drugiej drużynie Szachtar-2 Donieck. W 2000 przeszedł do Polihraftechniki Oleksandria, a stamtąd do Karpat Lwów. Latem 2002 został piłkarzem Arsenał Kijów, w którym występował przez 4 sezony. Następnie bronił barw klubów Tawrija Symferopol i Naftowyk-Ukrnafta Ochtyrka. W 2008 został zaproszony do FK Charków. Na początku 2010 został piłkarzem Zakarpattia Użhorod, w którym latem 2010 zakończył karierę piłkarską.

## Kariera reprezentacyjna
21 września 2002 roku debiutował w narodowej reprezentacji Ukrainy w przegranym 0:1 meczu towarzyskim z Iranem.